# Ophiuche strigatalis
Ophiuche strigatalis är en fjärilsart som beskrevs av Saalmüller 1880. Ophiuche strigatalis ingår i släktet Ophiuche och familjen nattflyn. Inga underarter finns listade i Catalogue of Life.